# Tobbiana
Tobbiana is een plaats (frazione) in de Italiaanse gemeente Prato.